# Ореховщина (Полтавская область)
Ореховщина (укр. Оріхівщина) — село,
Новачихский сельский совет,
Хорольский район,
Полтавская область,
Украина.
Код КОАТУУ — 5324883807. Население по переписи 2001 года составляло 20 человек.

## Географическое положение
Село Ореховщина находится на расстоянии в 1 км от села Новачиха.
По селу протекает пересыхающий ручей с запрудой.

## История
Состоит из двух частей: бывший хутор Ореховщина и бывший колхоз  "Красное знамя"
Село указано на трехверстовке Полтавской области. Военно-топографическая карта.1869 года как хутор Леонтовича

## Известные люди
В селе родился украинский общественно-политический деятель, писатель и меценат Владимир Николаевич Леонтович.
Здесь также родился Иов Исидорович Гайдай, отец кинорежиссёра Леонида Гайдая.